# 松井ヶ丘
松井ヶ丘（まついがおか）は、京都府京田辺市の地名であり、また、大和団地が開発したニュータウンの名称。本項ではその両方について、記述する。

## 概要
- 街開きをした当初、山手幹線（当時はタウン内の部分のみ開通）はもとより、松井山手駅もなく、片町線に沿うように周囲を雑木林に囲まれていた。
- かつては「京阪東ネオポリス」であったが、1972年頃の造成時に「松井ヶ丘」と改称した。
- 現在、周辺の大規模開発が功を成し、街開き当時と比べるとJR学研都市線の松井山手駅の開業と複線電化、第二京阪道路の開通など、インフラ面でも大幅に発展している。

### 松井ヶ丘二丁目
松井ヶ丘には一丁目、三丁目、四丁目が存在するが、「松井ヶ丘二丁目」は存在していない。
- これは大和団地による開発が当初の計画通りに完了せずに中止されたためである。
- 大和団地が取得していたが開発を中止した土地は、京阪電気鉄道が買収し京阪東ローズタウンの一部となった。

### その他周辺地区の状況
当地区の南東側に京都府住宅供給公社により「大住ヶ丘」が、興人により花住坂が、京阪電気鉄道により京阪東ローズタウンが順次開発されていったが、当地はその京阪東ローズタウンや花住坂に先駆け、1960年代後半に開発されている。

## 沿革
- 1972年頃、街開き。「松井ヶ丘」と改称(旧名称は「京阪東ネオポリス」)。
- 1992年京阪東ローズタウンの街開きにより山手幹線が八幡市美濃山まで開通。

## 世帯数と人口
2019年（令和元年）7月1日現在の世帯数と人口は以下の通りである。
| 丁目           | 世帯数  | 人口    |
| -------------- | ------- | ------- |
| 松井ヶ丘一丁目 | 485世帯 | 1,151人 |
| 松井ヶ丘三丁目 | 348世帯 | 795人   |
| 松井ヶ丘四丁目 | 105世帯 | 256人   |
| 計             | 938世帯 | 2,202人 |

### 人口の変遷
国勢調査による人口の推移。
| 2000年（平成12年） | 2,190人 | [ 5 ] |  |
| 2005年（平成17年） | 2,159人 | [ 6 ] |  |
| 2010年（平成22年） | 2,102人 | [ 7 ] |  |
| 2015年（平成27年） | 2,061人 | [ 8 ] |  |

### 世帯数の変遷
国勢調査による世帯数の推移。
| 2000年（平成12年） | 770世帯 | [ 5 ] |  |
| 2005年（平成17年） | 788世帯 | [ 6 ] |  |
| 2010年（平成22年） | 809世帯 | [ 7 ] |  |
| 2015年（平成27年） | 819世帯 | [ 8 ] |  |

## 学区
市立小・中学校に通う場合、学区は以下の通りとなる。
| 丁目           | 番   | 小学校                   | 中学校               |
| -------------- | ---- | ------------------------ | -------------------- |
| 松井ヶ丘一丁目 | 全域 | 京田辺市立松井ヶ丘小学校 | 京田辺市立大住中学校 |
| 松井ヶ丘三丁目 | 全域 | 京田辺市立松井ヶ丘小学校 | 京田辺市立大住中学校 |
| 松井ヶ丘四丁目 | 全域 | 京田辺市立松井ヶ丘小学校 | 京田辺市立大住中学校 |

## 交通

### 道路
松井ヶ丘地区ではタウンの南側に山手幹線が東西に走っている。また、タウン中央部には補助幹線道路が南北に走っている。 
この補助幹線道路は、松井ヶ丘地区の北側にある諏訪ヶ原公園から京都府道736号交野久御山線方面へ抜けており、山手幹線が東西に伸びる以前は松井ヶ丘・大住ヶ丘両地区の主要アクセス道路として利用されてきた。
松井ヶ丘地区のほぼ中央にある、この補助幹線道路と花住坂方面へ抜ける道路との交差点には信号機が設置されている。

### 鉄道
JR学研都市線 松井山手駅が最寄り駅である。
1989年（平成元年）3月11日 - 片町線（学研都市線）の木津駅 - 長尾駅間の電化完了にあわせて、松井山手駅（当時の仮駅名は松井駅）が開業するまで、最寄りの鉄道の駅は、JR大住駅 JR長尾駅、近鉄京都線 新田辺駅、京阪電車 樟葉駅だった。

### バス
タウン内には松井ヶ丘一丁目、松井ヶ丘三丁目の2つのバス停があり、京阪バスにより、近鉄新田辺駅、京都駅、京阪樟葉駅など、各方面へ運行されている。
松井山手駅開業以前は、旧・京阪宇治交通により松井ヶ丘というバス停が存在していた（1972年11月20日開業）。しかし、駅開業翌年の1990年4月16日に松井ヶ丘行きのバスが松井山手駅まで延伸したため松井ヶ丘バス停への便数が極端に減少し（最末期は67B系統が1往復程度走るのみ）、その後1992年9月10日を最後に松井ヶ丘バス停は廃止されたが、2010年4月1日のダイヤ改正から「松井ヶ丘三丁目」として復活した。
松井ヶ丘バス停の廃止から松井ヶ丘三丁目バス停としての復活までの間は、当地区内のバス停は松井ヶ丘一丁目のみであったが、上記の経緯があり、松井ヶ丘バス停との区別のために「一丁目」が名称に加えられ、松井ヶ丘バス停の廃止後もそのままの名称で存続している。
松井山手駅（当時の仮駅名は松井駅）が開業するまでは、JR大住駅へ行くバスはあったが、JR長尾駅へ行くバスはなかった。
さらに、近鉄京都線 新田辺駅までは、バスで約30分、京阪電車 樟葉駅までは、バスで45分かかった。

## 公共施設等

### 学校等
- 京田辺市立松井ヶ丘幼稚園
- 京田辺市立松井ヶ丘小学校
- 京田辺市立大住中学校

この3校園は松井ヶ丘地区の隣接地に置かれており、松井ヶ丘地区を校区に含んでいる。
かつては、松井ヶ丘保育園が松井ヶ丘地区の隣接地にあったが、2011年4月に京阪東ローズタウン内に移転した。

### 公園
松井ヶ丘地区内には以下の公園がある。
- 松井ヶ丘中央公園 / 3丁目の公園
- 松井ヶ丘南公園 / 4丁目の公園
- 松井ヶ丘北公園（みどり公園） / 1丁目の公園

また、松井ヶ丘地区の北東に奥池という池がある。池の周辺には桜や竹が生え、周遊路も設けられている。この池は京田辺市の財産区である松井財産区が管理している農業用水の水源の一つであり、周遊路は池の管理用道路で関係者以外の通行は本来は認められておらず、公園ではない。しかし、周遊路の入口にフェンスや扉等がなく関係者以外の通行は封鎖されていないため、松井ヶ丘地区内の憩いの場となっている。かつては、周遊路の老朽化が激しく通行が難しかったが、2008年8月に補修工事が行われた。

### 公民館
- 松井ヶ丘公民館（松井ヶ丘中央公園 / 3丁目の公園 内）

### 医療機関
- 油谷医院
- 伊原内科医院
- 大久保接骨院
- さわやか鍼灸院
- 河村歯科

## 商業施設
大きな商業施設はないが、近隣にフレスト松井山手店や京都生協、ナカガワなどがある。また、タウン内を南北に走る幹線街路には、個人商店が立ち並ぶエリアがある。
また、タウンの西寄り（松井山手交番横）にスターバックスコーヒーが開店した。

## その他

### 日本郵便
- 郵便番号 : 610-0353[3]（集配局：山城田辺郵便局[12]）。